# Vítězslav Nezval
Vítězslav Nezval, född 26 maj 1900 i Biskoupky, Österrike-Ungern, död 6 april 1958 i Prag, var en tjeckisk författare och poet.

## Biografi
Nezval föddes i Biskoupky, och började skriva poesi i tonåren. Efter första världskriget flyttade han till Prag. 
Under 1920-talet var Nezval en förgrundsgestalt inom den vänsterorienterade och avantgardistiska kultursällskapet Devětsil. Genom bl.a. dikten "Den underbare trollkarlen" (1922) och samlingarna Pantomima (1924) och Básně noci (’Nattens dikter’, 1930) var Nezval med och utvecklade poetismen, en med dadaismen nära besläktad riktning inom den tjeckiska modernismen. Han var även en tongivande diktare inom den tjeckiska surrealismen åren 1934–1938, och var bl.a. god vän med de franska surrealisterna André Breton och Paul Éluard. 1938 författade han tillsammans med Karel Teige en monografi över den tjeckiska konstnärsduon Štyrský och Toyen. Under Nazitysklands ockupation av Tjeckoslovakien var han svartlistad på grund av sina antifascistiska åsikter, och 1944–45 satt han fängslad. 
Efter andra världskriget var Nezval mycket aktiv inom Tjeckoslovakiens kommunistiska parti, som han hade anslutit sig till redan 1924. Han skrev ofta politisk poesi, till exempel den långa dikten Stalin (1949). För Zpěv míru ('Sång för freden', 1950) förärades han av Världsfredsrådet med en guldmedalj. 
1958 avled Nezval av en hjärtinfarkt, 57 år gammal. Han är begravd på Vyšehrad-kyrkogården i Prag.

## Utmärkelser
Asteroiden 8143 Nezval är uppkallad efter honom.